# Акация серполопастная

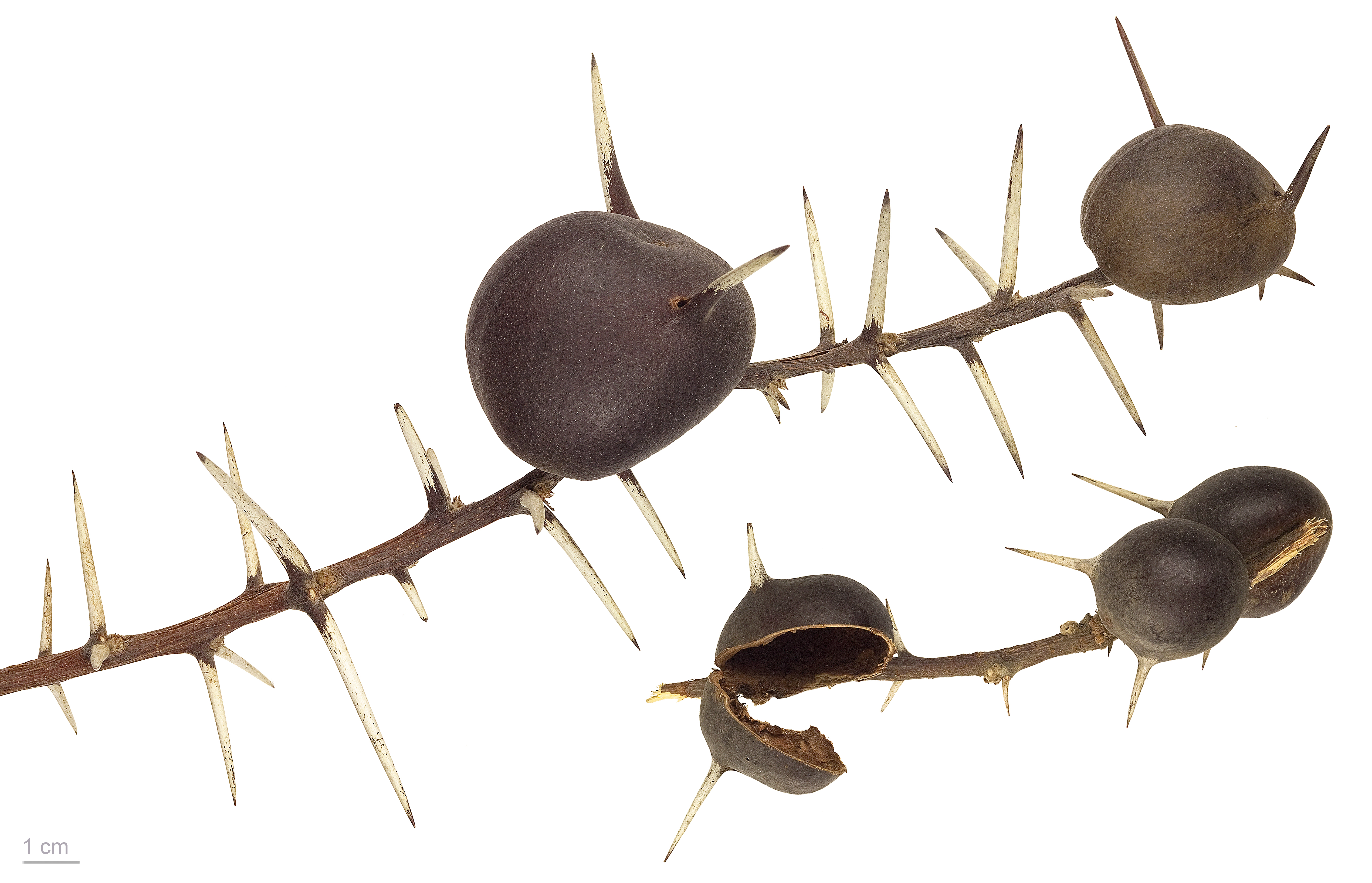
Acacia drepanolobium — Тулузский музей

Акация серполопастная (лат. Acacia drepanolobium) — вид растений рода Акация (Acacia), семейства Бобовые (Fabaceae).

## Симбиоз с муравьями
На этом растении живут муравьи Crematogaster mimosae, Crematogaster sjostedti, Crematogaster nigriceps и Tetraponera penzigi. Муравьи поселяются в специальных раздутых полых колючках, прогрызая в них отверстия. Когда ветер задувает в отверстие, проделанное муравьями, шип превращается в свисток, что тоже может отпугивать животных.
Муравьи Crematogaster sjostedti поселяются в ходах, проделанных паразитическим жуком. В итоге растение погибает, но производит гораздо больше семян.
Если слон попытается съесть ветку, покрытую муравьями, то муравьи проникают в хобот слона и начинают кусать чувствительную внутреннюю поверхность хобота, поэтому слоны избегают «муравьиные» деревья.